# Eduardo Aguirre Jr.
Eduardo Aguirre (Cuba, 1946), es un diplomático de Estados Unidos. Fue embajador en España y Andorra, fue designado por el presidente George W. Bush después de su confirmación por el Senado de Estados Unidos. Juró su cargo ante la Secretaría de Estado, Condoleezza Rice y presentó sus credenciales diplomáticas ante el Rey Juan Carlos I el 29 de junio de 2005 y ante el presidente de Francia, Jacques Chirac y el Obispo Joan Enric Vives Sicília, Copríncipes de Andorra. Ocupó el cargo hasta el 20 de enero de 2009.

## Biografía
Nacido en 1946, tanto él como su esposa, emigraron de Cuba a la edad de quince años. Tienen su residencia en Houston, donde han vivido durante tres décadas. El matrimonio Aguirre tiene dos hijos adultos, Eddy y Tessie.
Obtuvo el título universitario de Bachiller en Ciencias por la Universidad del Estado de Luisiana (LSU). También es titulado por la Escuela Nacional Superior de Créditos Comerciales de la Asociación Estadounidense de Banqueros.
Siendo George W. Bush gobernador de Texas, Aguirre fue designado miembro de la junta de regentes del Sistema de Universidades de Houston, por un periodo de seis años, siendo presidente de la misma entre 1996 y 1998[[.]] El expresidente George H. W. Bush le designó vocal de la Comisión Nacional de Política de Empleo. El Tribunal Supremo de Texas le nombró Director Público del Colegio de Abogados de dicho estado. Adicionalmente, ha sido miembro de las juntas de numerosas instituciones públicas, profesionales y cívicas; entre ellas, el Hospital Infantil de Texas, la Fundación de la Abogacía de Texas, la Fundación Operación Pedro Pan, la Asociación de Banqueros para las Finanzas y el Comercio, las divisiones en Houston de la Cruz Roja y el Ejército de Salvación.
Después fue Presidente del Banco Privado Internacional del Bank of America, donde permaneció 24 años. Su carrera bancaria abarca más de tres décadas. Fue el presidente en funciones del Banco de Exportación e Importación de Estados Unidos (Ex-Im Bank), una agencia federal del gobierno de Estados Unidos. Durante sus 20 meses en Ex-Im Bank, también ocupó los cargos de Primer Vicepresidente y Responsable Principal de Operaciones.

## Función pública y diplomacia
Durante 2 años y medio, fue el primer Director de los Servicios de Ciudadanía e Inmigración de Estados Unidos (USCIS), cargo con rango de Subsecretario dentro del Departamento de Seguridad Nacional. Bajo su dirección, el USCIS avanzó de manera significativa y mensurable en la tramitación de solicitudes atrasadas, en la mejora del servicio, y en la seguridad nacional. En 2005 fue nombrado embajador en España y Andorra, cargo que ocupó hasta el 20 de enero de 2009.

## Distinciones
Es doctor honoris causa por la Universidad de Connecticut, la Universidad de Houston, y la Universidad Tecnológica de Santiago (República Dominicana).
Ha sido condecorado con los más altos honores civiles por los gobiernos de Pakistán (la Orden de Hilal-i-Quaid-i-Azam), República de El Salvador (la Orden José Matías Delgado – Gran Oficial) y la República Dominicana (la Orden de Cristóbal Colón – Gran Oficial). Las Hijas de la Revolución Americana le otorgaron la Medalla al Americanismo en el año 2004. En junio de 2007, recibió el reconocimiento de los Servicios de Ciudadanía e Inmigración de Estados Unidos como “Outstanding American by Choice”, que se concede a ciudadanos naturalizados destacados, en Salamanca. En julio del mismo año, fue nombrado Miembro Honorario de la Fundación Pro Real Academia Española de la Mar y Académico de Mérito de la Real Academia de la Mar.